# Copa de la CERS 2008-2009
La vint-i-novena edició de la Copa de la CERS, s'inicià el 18 d'octubre de 2008 i finalitzà el 19 d'abril de 2009.
La fase final del torneig (semifinals i final) es disputà a la localitat catalana de Lloret de Mar (la Selva), més concretament al seu Pavelló Municipal d'Esports, entre el 18 i el 19 d'abril de 2009. Els àrbitres destinats a aquests partits foren: Enrico Armati (Suïssa), Thomas Ullrich (Alemanya) i Derek Bell (Anglaterra).

## Llegenda
| En negreta = Resultat de l'equip guanyador (p) = Gol de penalti (pro.) = Gol en pròrroga |

## Ronda preliminar
| Anada 18 d'octubre 2008 Tornada 15 de novembre 2008 |            |                      |  |
| RC Biasca                                           | 8-1 / 3-7  | Bury St. Edmunds RHC |  |
| RHC Dornbirn                                        | 1-6 / 12-1 | Viva Hàbitat Blanes  |  |
| Grup Lloret                                         | 2-0 / 1-1  | Amatori Lodi         |  |
| UD Oliveirense                                      | 6-4 / 4-3  | Hockey Trissino      |  |
| RESG Walsum                                         | 12-1 / 2-5 | Middlesbrough RHC    |  |
| HC Braga                                            | 10-4 / 3-8 | US Coutras RH        |  |
| CGC Viareggio                                       | 10-4 / 1-1 | AS Merignac          |  |
| SK Germania Herringen                               | 2-2 / 4-3  | ACR Gulpilhares      |  |
| Grup Clima Mataró                                   | 3-2 / 4-5  | Candelária SC        |  |
| Hockey Breganze                                     | 3-0 / 4-5  | RHC Wimmis           |  |
| RSV Weil                                            | 4-0 / 4-2  | RSC Cronenberg       |  |

## Octaus de final
| Anada 13 de desembre 2008 Tornada 17 de gener 2009 |           |                     |  |
| Hockey Novara                                      | 1-4 / 5-4 | La Vendéenne        |  |
| SC Thunerstern                                     | 3-3 / 8-1 | UD Oliveirense      |  |
| Hockey Breganze                                    | 2-1 / 5-2 | SCRA Saint-Omer     |  |
| CGC Viareggio                                      | 6-3 / 2-3 | HC Braga            |  |
| RESG Walsum                                        | 3-3 / 3-1 | RSV Weil            |  |
| RC Biasca                                          | 2-7 / 6-1 | Viva Hàbitat Blanes |  |
| Grup Lloret                                        | 4-1 / 3-3 | ACR Gulpilhares     |  |
| Genève RHC                                         | 2-3 / 4-2 | Grup Clima Mataró   |  |

## Quarts de final
| Anada 14 de febrer 2009 Tornada 14 de març 2009 |           |                     |  |
| La Vendéenne                                    | 3-8 / 6-2 | CGC Viareggio       |  |
| Grup Clima Mataró                               | 2-1 / 1-1 | Viva Hàbitat Blanes |  |
| SCRA Saint-Omer                                 | 2-3 / 4-1 | UD Oliveirense      |  |
| RSV Weil                                        | 3-4 / 2-0 | Grup Lloret         |  |

## Final four

Cartell de la final a quatre.

Els horaris corresponen a l'hora d'estiu dels Països Catalans (zona horària: UTC+2).
|  | Semifinals                                             | Semifinals        |   |  | Final                                                  | Final |  |
|  |                                                        |                   |   |  |                                                        |       |  |
|  | 18 d'abril - Lloret de Mar Pavelló Municipal d'Esports |                   |   |  |                                                        |       |  |
|  | Grup Lloret                                            | 3                 |   |  |                                                        |       |  |
|  | CGC Viareggio                                          | 0                 |   |  |                                                        |       |  |
|  |                                                        |                   |   |  |                                                        |       |  |
|  |                                                        |                   |   |  | 19 d'abril - Lloret de Mar Pavelló Municipal d'Esports |       |  |
|  |                                                        |                   |   |  | Grup Lloret                                            | 1     |  |
|  |                                                        | Grup Clima Mataró | 2 |  |                                                        |       |  |
|  |                                                        |                   |   |  |                                                        |       |  |
|  |                                                        |                   |   |  |                                                        |       |  |
|  |                                                        |                   |   |  |                                                        |       |  |
|  | 18 d'abril - Lloret de Mar Pavelló Municipal d'Esports |                   |   |  |                                                        |       |  |
|  | UD Oliveirense                                         | 2                 |   |  |                                                        |       |  |
|  | Grup Clima Mataró                                      | 3                 |   |  |                                                        |       |  |

### Semifinals
| 18 d'abril de 2009 18:00        |     |               |                                                            |
| Grup Lloret                     | 3-0 | CGC Viareggio | Pavelló Municipal d'Esports Àrbitres: T. Ullrich i D. Bell |
| Rodri 22' Lladó 37' Cortijo 38' |     |               | Pavelló Municipal d'Esports Àrbitres: T. Ullrich i D. Bell |

| 18 d'abril de 2009 20:00 |     |                              |                                                           |
| UD Oliveirense           | 2-3 | Grup Clima Mataró            | Pavelló Municipal d'Esports Àrbitres: E. Armati i D. Bell |
| Silva 28', 41'           |     | Formatjé 3', 21', 53' (pro.) | Pavelló Municipal d'Esports Àrbitres: E. Armati i D. Bell |

### Final
| 19 d'abril de 2009 12:30 |     |                                 |                                                            |
| Grup Lloret              | 1-2 | Grup Clima Mataró               | Pavelló Municipal d'Esports Àrbitres: T. Ullrich i D. Bell |
| Lladó 40'                |     | Bartrés 47' Formatjé 59' (pro.) | Pavelló Municipal d'Esports Àrbitres: T. Ullrich i D. Bell |

|                          |
| Campió GRUP CLIMA MATARÓ |

## Màxims golejadors
| Jugador              | Equip               | Gols |
| -------------------- | ------------------- | ---- |
| Martín Montivero     | CGC Viareggio       | 11   |
| Cleto Ré             | RC Biasca           | 8    |
| Francesco Dolce      | CGC Viareggio       | 8    |
| Ferran Formatjé      | Grup Clima Mataró   | 8    |
| Xavi Armengol        | Viva Hàbitat Blanes | 7    |
| Tiago Santos         | UD Oliveirense      | 7    |
| Miguel Ángel Sánchez | Viva Hàbitat Blanes | 6    |
| António "Tó" Neves   | UD Oliveirense      | 6    |
| Robbie Van Dooren    | RESG Walsum         | 6    |
| Helder Teixeira      | HC Braga            | 6    |
| Leonardo Squeo       | CGC Viareggio       | 6    |